# Paloma Hurtado Carrillo
Paloma Hurtado Carrillo, de nom artístic Paloma Hurtado, és una actriu espanyola nascuda a Madrid el 16 de maig de 1946, filla de l'actriu Mary Carrillo i germana de les actrius Teresa Hurtado i Fernanda Hurtado amb les quals formava el trio còmic Las Hermanas Hurtado. També va tenir una altra germana major, morta el 1998, Alicia.

## Biografia
Continuadora d'una saga d'actors, els seus primers passos al món de la interpretació els dona en el Teatre Espanyol Universitari, amb l'obra de Ionesco Jacobo o la Submisión.
Ja com a actriu professional, debuta a Viviendo en las nubes, d'Alfonso Passo. En els següents anys, participa en nombrosos muntatges teatrals, destacant El Arcipreste de Hita de Fernando de Rojas, al Teatre Español de Madrid; La Marquesa Rosalinda de Valle-Inclán; Águila de blasón de Valle-Inclán en el Teatre María Guerrero; La idea fija de Juan José Alonso Millán; La casa de las siete balconadas, d'Alejandro Casona; Al amor hay que mandarlo al colegio de Jacinto Benavente, o La historia de los Tarantos d'Alfredo Aragoneses. Debuta, a més, com vedette de Revista en el Teatre Apol·lo de Barcelona, amb Nena, no me des tormento (1972) amb la Companyia de Revista de Matías Colsada.
També per a Televisió espanyola intervé als espais Novela i Estudio 1 entre finals dels seixanta i principis dels setanta i en la temporada 1973-1974 presenta al costat de Luis Aguilé, l'espai Llegada internacional.
Quant a la seva trajectòria cinematogràfica, intervé sobretot en comèdia, amb títols com Eva, limpia como los chorros del oro (1977), de José Truchado; Las truchas (1977), de José Luis García Sánchez; La guerra de los niños (1980), de Javier Aguirre; y con Mariano Ozores: Todos al suelo (1981), Brujas Mágicas (1981), Padre no hay más que dos (1982), La loca historia de los tres mosqueteros (1982), Juana la loca... de vez en cuando (1983) y Pelotazo Nacional (1993) Destaca igualment En busca del huevo perdido, protagonitzada en 1982 al costat de les seves germanes.
El 1979, forma amb les seves germanes el trio còmic Las Hermanas Hurtado. Un any després, Paloma intervé en el concurs de TVE Ding-dong, dirigit per José Antonio Plaza i presentat per Andrés Pajares i Mayra Gómez Kemp, posant la seva veu a la vaca Clotilde.
A partir de 1982 i després de dos anys d'actuacions humorísitiques amb les seves germanes, tant en espectacles en directe com en programes de TV de varietats com a Aplauso, les tres aconsegueixen una gran popularitat gràcies a la seva participació en el concurs Un, dos, tres..., en el qual es mantenen durant dotze anys fins a 1994 i en el qual Paloma interpreta a la tacañona, un personatge sinistre, vestit sempre de negre a la manera del segle xix i preocupat per evitar que es malbarati el pressupost del concurs.
El 28 d'octubre de 1993 Paloma sofreix un greu incident que la manté hospitalitzada llarg temps en rebre, mentre passejava al seu gos, un tret accidental d'un agent de policia en el rostre. Paloma Hurtado va resultar ferida el 28 d'octubre de 1993.
Amb posterioritat ha participat en diverses sèries de televisió.